# XXX-lecie, Akustycznie
XXX-lecie, Akustycznie – dziesiąta płyta zespołu KSU wydana 28 kwietnia 2008 r. z okazji trzydziestolecia powstania grupy.
Album jest nagrany w wersji folkowo-akustycznej, czyli stanowi kontrast dla innych płyt KSU. Gościnnie na płycie wystąpili: Andrzej Grabowski i Małgorzata Ostrowska. Produkcja, realizacja, mix mastering – Jarosław Kidawa. Nagrań dokonano w Studio Winicjusza Chrusta w Sulejówku, w Ustrzyckim Domu Kultury w Ustrzykach Dolnych, w Abey Road w Puszczykowie oraz w Kidawa Studio w Warszawie.

## Lista utworów
| Nr  | Tytuł utworu                | Muzyka               | Tekst                | Długość |
| --- | --------------------------- | -------------------- | -------------------- | ------- |
| 1.  | „Tańczący z czasem”         | Eugeniusz Olejarczyk | Maciej Augustyn      | 3:08    |
| 2.  | „To jest to – to mój świat” | Eugeniusz Olejarczyk | Maciej Augustyn      | 2:55    |
| 3.  | „Za mgłą”                   | Eugeniusz Olejarczyk | Wiesław Stebnicki    | 4:20    |
| 4.  | „Kto Cię obroni Polsko…”    | Eugeniusz Olejarczyk | Eugeniusz Olejarczyk | 2:39    |
| 5.  | „Nasze słowa”               | Eugeniusz Olejarczyk | Maciej Augustyn      | 3:12    |
| 6.  | „Wojna niewojna”            | Eugeniusz Olejarczyk | Maciej Augustyn      | 3:39    |
| 7.  | „Chodnikowy latawiec”       | Eugeniusz Olejarczyk | Wiesław Stebnicki    | 2:22    |
| 8.  | „Moje Bieszczady”           | Eugeniusz Olejarczyk | Maciej Augustyn      | 3:48    |
| 9.  | „Pod prąd”                  | Eugeniusz Olejarczyk | Maciej Augustyn      | 2:33    |
| 10. | „Po drugiej stronie drzwi”  | Eugeniusz Olejarczyk | Maciej Augustyn      | 3:34    |
| 11. | „Jabol Punk”                | Eugeniusz Olejarczyk | Maciej Augustyn      | 2:16    |
| 12. | „Sztyl od kilofa”           | Eugeniusz Olejarczyk | Maciej Augustyn      | 2:35    |
| 13. | „Wino za karę”              | Eugeniusz Olejarczyk | Rafał Rękosiewicz    | 2:15    |
| 14. | „Tylko honor”               | Eugeniusz Olejarczyk | Maciej Augustyn      | 3:41    |
|     |                             |                      |                      | 42:57   |

## Muzycy
- Eugeniusz „Siczka” Olejarczyk – śpiew, gitara
- Jarosław „Jasiu” Kidawa – gitary akustyczne, gitara dwunastostrunowa, slide
- Leszek „Dziaro” Dziarek – perkusja, przeszkadzajki, śpiew (11), chórki
- Paweł „Gaweł” Gawlik – kontrabas, gitara basowa, instrumenty klawiszowe

gościnnie
- Andrzej Grabowski – śpiew (10)
- Małgorzata Ostrowska – śpiew (1, 3, 8, 14)
- Honorata Przyboś – skrzypce
- Mateusz Sowa – sopiłka, telenka, kaval, gitara
- Marek Sokół – akordeon

## Listy sprzedaży
| Ranking | Kraj   | Pozycja |
| ------- | ------ | ------- |
| OLiS    | Polska | 21      |